# Benita Willis
Benita Willis, född 6 maj 1979, är en friidrottare från Australien. Hon deltog vid olympiska sommarspelen 2000, olympiska sommarspelen 2004, olympiska sommarspelen 2008 och olympiska sommarspelen 2012.